# Asnières-en-Bessin
Asnières-en-Bessin település Franciaországban, Calvados megyében. Lakosainak száma 71 fő (2022. január 1.). Asnières-en-Bessin Deux-Jumeaux, Englesqueville-la-Percée, Longueville és Formigny La Bataille községekkel határos.

## Népesség
A település népességének változása:
| Lakosok száma | 91   | 74   | 61   | 63   | 60   | 64   | 65   | 68   | 69   | 71   |
|               | 1968 | 1982 | 1990 | 2006 | 2013 | 2015 | 2017 | 2019 | 2020 | 2022 |